# Peter Schibetta
Peter Schibetta è uno dei personaggi della serie TV statunitense Oz, interpretato dall'attore italo-americano Eddie Malavarca.

## Storia del personaggio
Peter Schibetta è il detenuto numero 98S112, condannato il 19 maggio del 1998 per cinque accuse di estorsione e riciclaggio di denaro sporco a 35 anni di carcere, con possibilità di vigilata non prima di 20.
È il figlio di Nino Schibetta, il primo leader degli Italiani. Una volta dentro, incarica il fratello del direttore Glynn di un omicidio per pagare un debito e usa l'accaduto per tenere in pugno il direttore. Quando Mark si costituisce, Peter perde il controllo sul direttore e dopo gli abusi subiti, non viene fatto nulla per punire i detenuti colpevoli. Solo quando Schibetta viene ucciso, Glynn sembra interessato a voler punire il killer. Nonostante fosse stato stuprato e ripudiato dalla mafia, non ha mai deciso di tradire.

### Stagione 1
Peter fa visita al padre e lo informa sullo stato della madre e sulla situazione Dino Ortolani. Nino gli dice che la famiglia di Dino avrà la sua vendetta e che la madre di Peter deve essere visitata da un dottore ebreo.

### Stagione 2
Peter viene arrestato per riciclaggio di denaro e guida gli Italiani, ora che il padre è morto. In prigione tenta di gestire tutti gli affari della Famiglia; tuttavia non mostra né paura né rispetto verso gli altri detenuti, soprattutto gli afro. Glynn è irritato dal fatto che Schibetta lo tiene in pugno poiché è a conoscenza dell'omicidio commesso dal fratello latitante. Quando Mark si costituisce, per vendicarsi, Glynn toglie gli italiani dalla cucina e manda Schibetta e i suoi nel reparto dove si tessono vestiti da donna. Ben presto, Schibetta viene avvelenato da Simon Adebisi, che gli mette del veleno per ratti nella cioccolata. Onde evitare che la propria leadership venga messa in discussione, Peter decide di uccidere Adebisi con l'aiuto di Chucky Pancamo, ma i due vengono sopraffatti dal nemico, che poi sodomizza brutalmente Schibetta. Quest'ultimo subisce un tremendo shock, che gli porta allucinazioni, e quindi viene messo nel reparto psichiatrico e il potere passa in mano ad Antonio Nappa.

### Stagione 3
Schibetta è ancora nel reparto psichiatrico, stavolta insieme ad Adebisi. Questi difende Peter dall'attacco di un altro detenuto e i due sembrano inseparabili, anche se Schibetta è terribilmente fuori forma ed in uno stato veramente patetico.

### Stagione 5
Peter Schibetta viene dimesso dal reparto di psichiatria dopo quattro anni. Ora è il vice di Pancamo, ma è intenzionato a riprendere il comando. Tuttavia i detenuti non gli mostrano alcun rispetto, agli occhi di tutti lui è la "troia di Adebisi". La mafia non è certo entusiasta di riaverlo con loro, ma vogliono dargli un'altra possibilità per cancellare il vergognoso passato. 
Le cose però peggiorano quando Peter decide di affrontare da solo Vernon Schillinger e gli ariani, i quali lo bloccano e lo stuprano. Schibetta viene portato in infermeria e di nuovo è in stato di shock. Ora è terrorizzato da Schillinger e segue le sedute con Peter Marie

### Stagione 6
Quando viene rilasciato dal reparto psichiatrico, Peter viene a sapere da una fonte attendibile che il padre è stato ammazzato da Adebisi e Ryan O'Reily. Con la vendetta in mente, Peter decide di punire l'irlandese con il malocchio, colpendo le persone a lui care. Prima muore padre Meehan, poi Peter si impadronisce delle chiavi di Suzanne Fitzgerald, la madre di O'Reily. Intanto Ryan avverte Pancamo che Peter vuole maledire anche lui, così insieme a Frank Urbano, lo uccide e gli cava l'occhio.

## Curiosità
- Schibetta muore nel secondo episodio della sesta stagione, ma nell'episodio successivo è possibile intravederlo nella mensa mentre Robson e Pancamo stanno litigando.

## Analisi
Paul Mason scrive "In Oz Peter Schibetta passa dal rispettato bravo ragazzo alla "troia di Adebisi" nel giro di una notte e non sarà mai capace di liberarsi dell'onta di essere stato stuprato."